# Ото II (Брауншвайг-Люнебург)
Вижте пояснителната страница за други личности с името Ото II.
Ото II Строгия (на немски: Otto II. der Strenge, Herzog zu Braunschweig und Lüneburg; * ок. 1266; † 10 април 1330) от фамилията Велфи, Стар Дом Люнебург е княз на Княжество Люнебург през 1277 – 1330 г.

## Живот
Той е единственият син на Йохан I († 1277) и херцогиня Лиутгард фон Холщайн († сл. 1289), дъщеря на граф Герхард I фон Холщайн-Итцехое († 1290) и Елизабет фон Мекленбург († ок. 1280), дъщеря на княз Йохан I фон Мекленбург.
При смъртта на баща му Ото е още непълнолетен и управлението на страната поема чичо му Албрехт I († 1279) и след неговата смърт чичо му епископ Конрад от Ферден. Той управлява самостоятелно от 1282 г.
През 1288 г. в Улм той се жени за принцеса Матилда (Мехтхилд) Баварска (1275, † 1319), сестра на Лудвиг Баварски, дъщеря на баварския херцог Лудвиг II Строги († 1294) и третата му съпруга Матилда Хабсбургска (1251 – 1304), дъщеря на римския крал Рудолф I.
През 1302 г. Ото купува за 6500 сребърни марки Графство Виолпе. През кралските избори през 1313 г. той се присъединява към своя зет Лудвиг Баварски и получава от него през 1315 г. имперски земи. На 28 ноември 1315 г. Ото прави наследствено завещание, по което двамата му сина Ото и Вихелм да си разделят владетелството.
Ото е погребан в новопостроения от него манастир St. Michaelis в Люнебург.
На трона го последват през 1330 г. синовете му Ото III и Вилхелм II († 1369), чиято смърт предизвиква 1370 г. Люнебургската наследствена война.

## Деца
Ото и Матилда имат децата:
- Йохан († 1324), администратор на Архиепископия Бремен
- Ото III (1296 – 1352), княз на Люнебург
- Лудвиг († 1346), епископ на Минден (1324 – 1346)
- Вилхелм († 1369), княз на Люнебург
- Матилда († 1316) ∞ сл. 1308 Николай II, княз на Верле